# José Luis Casaseca
José Luis Casaseca y Silván (* 25. August 1800 in Salamanca; † 9. Oktober 1869 in Barcelona) war ein spanischer Chemiker.
Casaseca war Professor der Chemie an der „Real Conservatorio de Artes“ und Gründer der Fakultät für Pharmazie in der kubanischen Hauptstadt Havanna. Seit 1842 war er korrespondierendes Mitglied der Bayerischen Akademie der Wissenschaften.
1826 beschrieb er mit dem Thenardit ein neu entdecktes Mineral und natürlich vorkommendes Natriumsulfat.